# Plankenhorn (Getrumkamm)
Das Plankenhorn (selten auch Blankenhorn geschrieben) ist ein 2589 m s.l.m. hoher Berg in den Sarntaler Alpen. Es befindet sich im Getrumkamm, einem vom östlichen Sarntaler Hauptkamm Richtung Westen ins Durnholzer Tal hineinragenden Seitenkamm. Westlich und südwestlich dem Plankenhorn vorgelagert befinden sich an das Reinswalder Skigebiet grenzend die Erhebungen Morgenrast (2353 m), Sattele (2457 m) und Plankenhörndl (2383 m). Richtung Nordosten setzt sich der Getrumkamm zur Getrumspitze (2588 m) hin fort. Gegen Süden fällt der Bergaufbau zum Getrumtal, einem kurzen Seitenast des Durnholzer Tals hin ab.
Administrativ liegt das Plankenhorn auf dem Gebiet der Gemeinde Sarntal in Südtirol (Italien). Nur etwa drei Kilometer östlich – im östlichen Sarntaler Hauptkamm – befindet sich ein namensgleicher Berg, das mit 2543 m etwas niederere Plankenhorn.

## Alpinismus
Das unschwierig erreichbare Plankenhorn ist durch einen markierten Wanderweg erschlossen, der die Überschreitung des gesamten Getrumkamms ermöglicht. Der einfachste Zugang erfolgt vom Reinswalder Skigebiet her, wo man mittels einer Seilbahn eine Höhe von 2150 m erreicht; weiters ist ein Anstieg vom Getrumtal herauf möglich. Beide Wege treffen am Südgipfel (2575 m) aufeinander, der durch einen etwas felsigen Grat mit dem Hauptgipfel verbunden ist.
Ab dem Hauptgipfel, der ein hohes Gipfelkreuz trägt, kann man dem Kammweg weiter nordostwärts zur Getrumspitze folgen. Diese Passage verfügt jedoch über einige ausgesetzte und durch Fixseile gesicherte Stellen.